# Miss America (film 1924)
Miss America (The Beauty Prize) è un film muto del 1924 diretto da Lloyd Ingraham.

## Trama
A Manhattan, uno dei ricchi clienti di Connie Du Bois, una giovane e bella manicure, chiede alla ragazza di occuparsi della sua casa durante la sua assenza dovuta a un viaggio in Europa. Eddie, un commesso amico di Connie, riesce a persuaderla a partecipare al concorso di bellezza che si tiene annualmente ad Atlantic City, presentandola alla stampa come una debuttante dell'alta società. Ma quando Connie vince il concorso, rifiuta sia il titolo che il premio in denaro, confessando le sue umili origini. Uno dei giudici la convince a partecipare a una trasmissione radiofonica nel corso della quale la ragazza racconta la sua storia e rimpiange di aver lasciato George Brady, il suo vecchio fidanzato. George, che è all'ascolto, torna da lei e i due, riconciliati, cominciano a pensare a un futuro insieme.

## Produzione
Il film fu prodotto dalla Metro-Goldwyn Pictures Corporation. Le scene alla stazione radio venne girate per tre giorni alla KFI, uno studio radiofonico che trasmetteva i propri programmi da un grattacielo di Los Angeles. La troupe e gli attori lavorarono di notte, quando i locali della stazione rimanevano vuoti. Fu la prima volta che un vero studio radiofonico venne usato come set per una produzione cinematografica.

## Distribuzione
Il copyright del film, richiesto dalla Metro-Goldwyn Pictures, fu registrato il 26 dicembre 1924 con il numero LP20997.
Distribuito dalla Metro-Goldwyn Pictures Corporation, il film uscì nelle sale cinematografiche degli Stati Uniti il 14 maggio 1924.
Non si conoscono copie ancora esistenti della pellicola che viene considerata presumibilmente perduta.